# Squigglevision
La Squigglevision es un tipo de animación por computadora en el que los bordes de las figuras tiemblan y ondulan. Esta técnica fue inventada por Tom Snyder y fue popularizada por las series de su estudio de animación, Soup2Nuts.
Comparado con la animación tradicional, la Squigglevision es un método rápido y fácil de producir. Ya que las líneas no son precisas (squiggle significa garabato en inglés) y no paran de moverse, los animadores no tienen que esforzarse tanto para mantener el dinamismo en secuencias complejas.
- Datos: Q2064593